# أخلاقيات الحاسوب
أخلاقيات الحاسوب أخلاقيات الكمبيوتر هو جزء من فلسفة عملية المعنية كيف ينبغي للمهنيين الحوسبة اتخاذ القرارات المتعلقة السلوك المهني والاجتماعي قامت مارغريت آن بيرس، الأستاذة في قسم الرياضيات والحاسوب في جامعة جورجيا الجنوبية بتصنيف القرارات الأخلاقية المتعلقة بتكنولوجيا الكمبيوتر والاستخدام إلى ثلاثة تأثيرات أولية:
1. الرمز الشخصي الخاص بالشخص.[1][2]
2. أي مدونة غير رسمية للسلوك الأخلاقي موجودة في مكان العمل.
3. التعرض لمدونات الأخلاق الرسمية

## مؤسسة[بحاجة لمصدر]
وقد صاغ أول مصطلح أخلاقيات الكمبيوتر من قبل والتر مانر أستاذ في جامعة بولينغ الخضراء الدولة. لاحظ مانار المخاوف الأخلاقية التي تم طرحها خلال دورة أخلاقيات الطب في جامعة أولد دومينيون أصبحت أكثر تعقيدًا وصعوبة عندما أصبح استخدام التكنولوجيا وأجهزة الكمبيوتر المعنية.  يتم التحقيق في أسس مفاهيم لأخلاقيات الكمبيوتر من خلال أخلاقيات البيانات المعلومات، وهو فرع من الأخلاقيات الفلسفية التي روجت، من بين أمور أخرى، من قبل لوتشيانو فلوريدي

## التاريخ
نشأ مفهوم أخلاقيات الكمبيوتر في 1940s مع معهد ماساتشوستس للتكنولوجيا نوربرت وينرأستاذ، عالم الرياضيات الأمريكي والسفيل. أثناء العمل على المدفعية المضادة للطائرات خلال الحرب العالمية الثانية، طور وينر وزملاؤه المهندسون نظامًا للاتصال بين جزء من مدفع يتتبع طائرة حربية، والجزء الذي أجرى حسابات لتقدير المسار، والجزء المسؤول عن إطلاق النار. Wiener يطلق علم هذه المعلومات نظم التغذية المرتدة، "cybernetics"، وناقش هذا المجال الجديد مع مخاوفها الأخلاقية ذات الصلة في كتابه عام 1948، Cybernetics.في 1950, [وينر] ثاني كتاب، ال [أنس ا] استعمال من إنسان، يتعمق داخل المسائل أخلاقية يحيط تكنولوجيا معلومات ووضع الأسس أساسيّة من حاسوب أخلاق.
وبعد ذلك بقليل خلال العام نفسه، ارتكبت أول جريمة حاسوب في العالم. وكان مبرمج قادرا على استخدام قليلا من رمز الكمبيوتر لوقف حسابه المصرفي من أن يتم وضع علامة على أنها مُسحبة. ومع ذلك، لم تكن هناك قوانين في ذلك الوقت لوقفه، ونتيجة لذلك لم توجه إليه أي تهمة.  وللتأكد من أن شخصا آخر لم يحذو حذوه، هناك حاجة إلى مدونة أخلاقيات لأجهزة الكمبيوتر.
في عام 1973، اعتمدت رابطة آلات الحوسبة (ACM) أول مدونة أخلاقيات. قاد SRI International's Donn Parker، مؤلف على جرائم الكمبيوتر، اللجنة التي وضعت القانون.
في عام 1976، لاحظ مدرس الطب والباحث والتر مانار أن القرارات الأخلاقية أصعب بكثير في اتخاذها عندما تتم إضافة أجهزة الكمبيوتر. لاحظ حاجة إلى فرع مختلف من الأخلاق عندما يتعلق الأمر بالتعامل مع أجهزة الكمبيوتر. وهكذا تم اختراع مصطلح «أخلاقيات الكمبيوتر».
في عام 1976 أدلى جوزيف Weizenbaum له إضافة كبيرة الثانية إلى مجال أخلاقيات الكمبيوتر. نشر كتابا بعنوان قوة الكمبيوتر والعقل البشري، الذي تحدث عن كيف الذكاء الاصطناعي هو جيد للعالم; ومع ذلك لا ينبغي أن يسمح لها أن تتخذ القرارات الأكثر أهمية كما أنها لا تملك الصفات الإنسانية مثل الحكمة. إلى حد بعيد النقطة الأكثر أهمية انه يجعل في الكتاب هو التمييز بين اختيار والبت. وقال إن اتخاذ قرار هو نشاط حسابي في حين أن اتخاذ الخيارات ليست وبالتالي القدرة على اتخاذ الخيارات هو ما يجعلنا بشرا.
في وقت لاحق خلال نفس العام آبي مووشوفيتز، أستاذ علوم الكمبيوتر في كلية مدينة نيويورك، نشرت مقالا بعنوان «حول المناهج لدراسة القضايا الاجتماعية في الحوسبة». حددت هذه المقالة وحللت التحيزات التقنية وغير التقنية في الأبحاث حول القضايا الاجتماعية الموجودة في الحوسبة.
وخلال عام 1978، اعتمد كونغرس الولايات المتحدة قانون الحق في الخصوصية المالية، مما حد بشكل كبير من قدرة الحكومة على البحث في السجلات المصرفية.
خلال العام المقبل تيريل وارد Bynum، أستاذ الفلسفة في جامعة ولاية كونيتيكت الجنوبية، فضلا عن مدير مركز البحوث على الحوسبة والمجتمع هناك، وضعت المناهج لدورة جامعية حول أخلاقيات الكمبيوتر. وكان Bynum أيضا محرر من مجلة ميتافيليوسوفي. في 1983 عقدت المجلة مسابقة مقال حول موضوع أخلاقيات الكمبيوتر ونشرت المقالات الفائزة في العدد الخاص الأكثر مبيعا عام 1985، «أجهزة الكمبيوتر والأخلاق».
في عام 1984، أقر كونغرس الولايات المتحدة قانون أمن وتعليم الحواسيب في مجال الأعمال التجارية الصغيرة، الذي أنشأ مجلسا استشاريا لإدارة الأعمال التجارية الصغيرة للتركيز على أمن الحواسيب المتصلة بالأعمال التجارية الصغيرة.
في عام 1985، نشر جيمس مور، أستاذ الفلسفة في كلية دارتموث في نيو هامبشاير، مقالا بعنوان «ما هي أخلاقيات الكمبيوتر؟» في هذا المقال، ينص مور على أن أخلاقيات الكمبيوتر تتضمن ما يلي: «(1) تحديد فراغات السياسة التي يولدها الكمبيوتر، (2) توضيح التخبطات المفاهيمية، (3) صياغة السياسات لاستخدام تكنولوجيا الكمبيوتر، و (4) التبرير الأخلاقي لمثل هذه السياسات».
وخلال العام نفسه، حصلت ديبورا جونسون، أستاذة الأخلاقيات التطبيقية ورئيسة قسم العلوم والتكنولوجيا والمجتمع في كلية الهندسة والعلوم التطبيقية بجامعة فرجينيا، على أول كتاب رئيسي لأخلاقيات الحاسوب. حدد كتاب جونسون المدرسي القضايا الرئيسية للبحث في أخلاقيات الكمبيوتر لأكثر من 10 سنوات بعد نشر الطبعة الأولى.
في عام 1988، جاء روبرت هاوبتمان، أمين مكتبة في جامعة سانت كلاود، مع «أخلاقيات المعلومات»، وهو المصطلح الذي كان يستخدم لوصف تخزين وإنتاج والوصول ونشر المعلومات.  وفي الوقت نفسه، اعتُمد قانون مطابقة الحواسيب والخصوصية، وقيد هذا القانون برامج حكومة الولايات المتحدة التي تحدد المدينين.
في عام 1992، اعتمدت ACM مجموعة جديدة من القواعد الأخلاقية تسمى «ACM مدونة الأخلاق والسلوك المهني» التي تتكون من 24 بيان المسؤولية الشخصية.
وبعد ثلاث سنوات، في عام 1995، توصلت كريستينا غورنياك-كوسيكوسكا، أستاذة الفلسفة في جامعة ولاية كونيتيكت الجنوبية، ومنسقة برنامج الدراسات الدينية، فضلا عن باحث مشارك أول في مركز البحوث في مجال الحوسبة والمجتمع، إلى فكرة أن أخلاقيات الكمبيوتر ستصبح في نهاية المطاف نظاما أخلاقيا عالميا، وبعد ذلك بوقت قصير، ستحل أخلاقيات الحاسوب محل الأخلاقيات تماما لأنها ستصبح الأخلاق القياسية لعصر المعلومات.
في عام 1999، كشفت ديبورا جونسون عن وجهة نظرها، التي كانت تتعارض تماما مع اعتقاد غورنياك - كوسيكوسكا، وذكرت أن أخلاقيات الكمبيوتر لن تتطور بل ستكون أخلاقياتنا القديمة مع تطور طفيف.
بعد القرن العشرين، ونتيجة لكثير من النقاش حول المبادئ التوجيهية الأخلاقية، العديد من المنظمات مثل ABETتقدم الاعتماد الأخلاقي لتطبيقات الجامعة أو الكلية مثل «العلوم التطبيقية والطبيعية، والحوسبة، والهندسة والتكنولوجيا الهندسية على المستويات الزميلة، البكالوريوس، والإتقان» في محاولة لتعزيز نوعية الأعمال التي تتبع المبادئ التوجيهية الأخلاقية والأخلاقية السليمة.
في عام 2018 ذكرت صحيفة الجارديان ونيويورك تايمز أن فيسبوك أخذ بيانات من 87 مليون مستخدم على فيسبوك لبيعها إلى كامبريدج أناليتيكا.
في عام 2019، بدأ فيسبوك صندوقًا لبناء مركز للأخلاقيات في الجامعة التقنية في ميونخ، الواقعة في ألمانيا. وكانت هذه هي المرة الأولى التي يمول فيها فيسبوك معهدًا أكاديميًا للمسائل المتعلقة بأخلاقيات الكمبيوتر.

## مخاوف المستقبل
جرائم الكمبيوتر والخصوصية وإخفاء الهوية والحرية والملكية الفكرية تندرج تحت المواضيع التي ستكون موجودة في المستقبل من أخلاقيات الكمبيوتر.
وقد تم ربط الاعتبارات الأخلاقية إلى إنترنت الأشياء (IoT) مع العديد من الأجهزة المادية التي يتم توصيلها بالإنترنت.
العملات المشفرة الافتراضية فيما يتعلق بتوازن العلاقة الشرائية الحالية بين المشتري والبائع.
تكنولوجيا مستقلة مثل السيارات ذاتية القيادة التي أجبرت على اتخاذ قرارات بشرية. وهناك أيضا قلق بشأن كيفية تصرف المركبات المستقلة في بلدان مختلفة ذات قيم ثقافية مختلفة.
تم تحديد مخاطر الأمان باستخدام التكنولوجيا المستندة إلى السحابة مع إرسال كل تفاعل من المستخدمين وتحليله إلى مراكز مركزية للحوسبة. تقوم أجهزة الذكاء الاصطناعي مثل Amazon Alexa وGoogle Home بجمع البيانات الشخصية من المستخدمين أثناء وجودهم في المنزل وتحميلها على السحابة. تقوم شركة Apple's Siri ومساعدو هاتف Cortana الذكي من Microsoft بجمع معلومات المستخدم وتحليل المعلومات ثم إرسال المعلومات مرة أخرى إلى المستخدم.

## خصوصية الإنترنت
الخصوصية هي واحدة من القضايا الرئيسية التي ظهرت منذ الإنترنت أصبحت جزءا من جوانب كثيرة من الحياة اليومية. يقوم مستخدمو الإنترنت بتسليم المعلومات الشخصية من أجل  التسجيل للحصول على الخدمات دون إدراك أنهم يُحتمل أن يكونوا في وضع أنفسهم لغزو الخصوصية.
مثال آخر على قضايا الخصوصية، مع القلق لجوجل، هو تتبع عمليات البحث. هناك ميزة داخل البحث تسمح لـ Google بتتبع عمليات البحث بحيث تتطابق الإعلانات مع معايير البحث، وهو ما يعني بدوره استخدام الأشخاص كمنتجات. تمت مقاضاة Google في عام 2018 بسبب تتبع موقع المستخدم دون إذن.
هناك نقاش مستمر حول ما تنطوي عليه تدابير إنفاذ الخصوصية والخصوصية. مع الزيادة في مواقع الشبكات الاجتماعية، والمزيد من الناس تسمح المعلومات الخاصة بهم ليتم تقاسمها علنا. على السطح، قد ينظر إلى هذا على أنه شخص ما سرد معلومات خاصة عنهم على موقع الشبكات الاجتماعية، ولكن تحت السطح، هو الموقع الذي يمكن أن يكون تقاسم المعلومات (وليس الفرد). هذه هي فكرة اختيار في مقابل الانسحاب الوضع. هناك العديد من بيانات الخصوصية التي تنص على ما إذا كان هناك سياسة إلغاء الاشتراك أو إلغاء الاشتراك. عادة ما تعني سياسة الخصوصية الخاصة بالشخص أن يخبر الشركة التي تصدر سياسة الخصوصية إذا كان يريد مشاركة معلوماته أم لا. يعني إلغاء الاشتراك أنه سيتم مشاركة معلوماتهم ما لم يخبر الفرد الشركة بعدم مشاركتها.
نمت صناعة كاملة من أدوات الخصوصية والأخلاقية مع مرور الوقت، مما يتيح للناس خيار عدم مشاركة بياناتهم عبر الإنترنت. وغالباً ما تكون هذه البرامج برمجيات مفتوحة المصدر، مما يسمح للمستخدمين بضمان عدم حفظ بياناتهم لاستخدامها دون موافقتهم.

## تحديد المشكلات
إن تحديد القضايا الاخلاقية عند ظهورها، فضلا عن تحديد كيفية التعامل معها، كان تقليدياً إشكالياً. في حل المشاكل المتعلقة بالقضايا الأخلاقية، اقترح مايكل ديفيس طريقة فريدة لحل المشاكل. في نموذج ديفيس، يتم ذكر المشكلة الأخلاقية، ويتم التحقق من الحقائق، ويتم إنشاء قائمة من الخيارات من خلال النظر في العوامل ذات الصلة المتعلقة بالمشكلة. ويتأثر الإجراء الفعلي المتخذ بمعايير أخلاقية محددة.

## المعايير الأخلاقية
وقد أصدرت العديد من الجمعيات المهنية الوطنية والدولية والمنظمات وثائق مدونة الأخلاقيات لإعطاء المبادئ التوجيهية السلوكية الأساسية للمهنيين والمستخدمين الحوسبة. وتشمل هذه ال:
رابطة آلات الحوسبة
مدونة الأخلاق والسلوك المهني
الجمعية الأسترالية للكمبيوتر
مدونة أخلاقيات الرابطة
مدونة قواعد السلوك المهني للـ ACS
جمعية الكمبيوتر البريطانية
مدونة قواعد السلوك في BCS
مدونة الممارسات الجيدة (تقاعد مايو 2011)
معهد أخلاقيات الحاسوب
عشر وصايا لأخلاقيات الكمبيوتر
Ieee
IEEE مدونة الأخلاق
مدونة قواعد السلوك في IEEE
دوري مديري النظام المهني
مدونة قواعد السلوك في إدارة النظام